# بریتون‌های سلتی
.

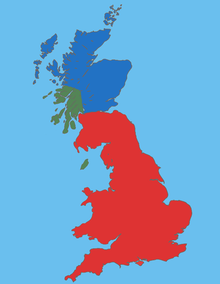
بریتانیای کبیر و جزایر مجاور آن در سده ۵ پس از میلاد، قبل از تهاجم و متعاقب آن اسکان آنگلو-ساکسون‌ها در بریتانیا قرمز: محدوده زبان‌های بریتونی آبی: محدوده زبان پیکتی سبز: محدوده زبان‌های گیلیک‌تبار

بریتون‌های سلتی (انگلیسی: Celtic Britons) همچنین شناخته شده با عنوان بریتانیایی‌های سلتی، یا بریتانیایی‌های باستانی، افراد سلتی بودند که از عصر آهن بریتانیا در آنجا ساکن شده و در قرون وسطی، فرهنگ و زبان آنها منقسم گردید و از یکدیگر جدا شد. زبان مشترک آنها، زبان بریتانیایی بود که جد زبان‌های بریتونی به حساب می‌آمد.
اولین شواهد در مورد بریتون‌ها و زبان تکلمی آنها در منابع تاریخی به عصر آهن منتهی می‌گردد. پس از فروپاشی بریتانیای روم در سده اول میلادی، یک فرهنگ رومی - بریتانیایی ظهور کرد و لاتین و لاتین بریتانیایی در بریتون ادغام گشتند. در دورهٔ رومیان و حتی پس از آن، بریتانیایی‌ها در سراسر جزیره بریتانیا زندگی می‌کردند.

## نگارخانه

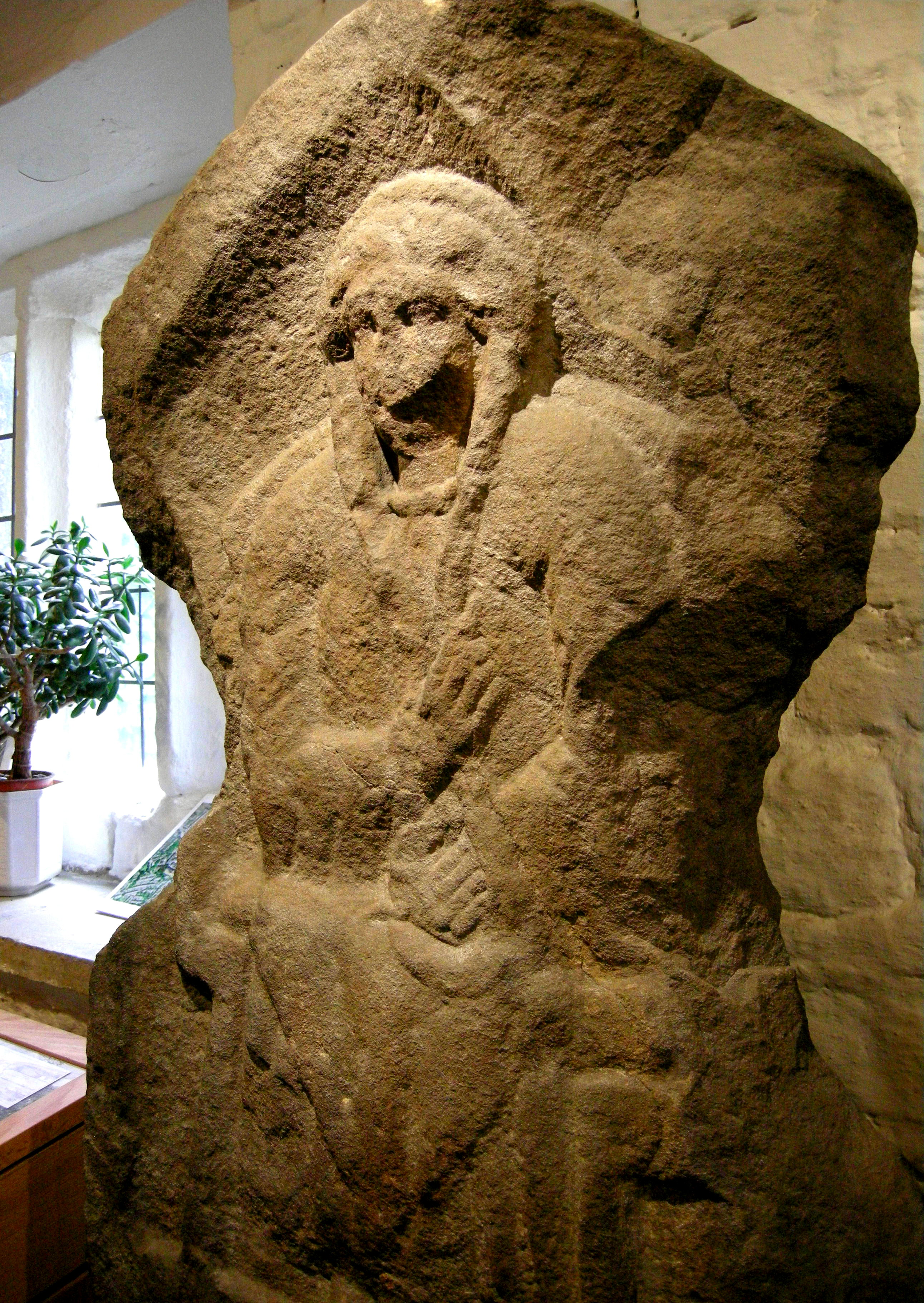
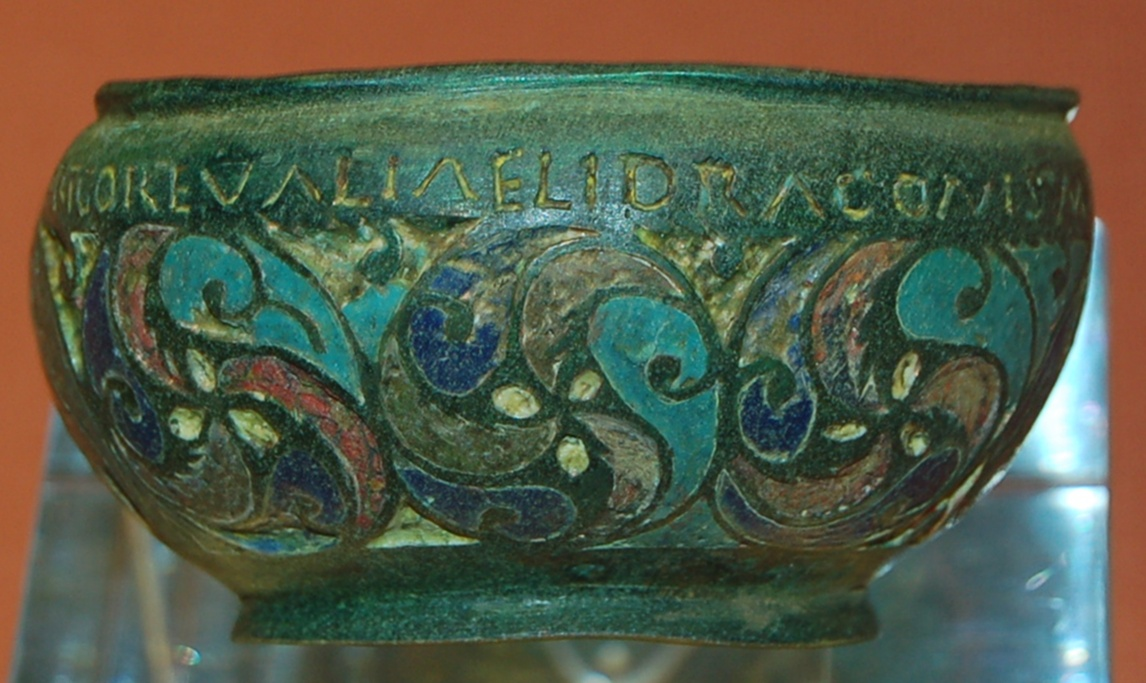
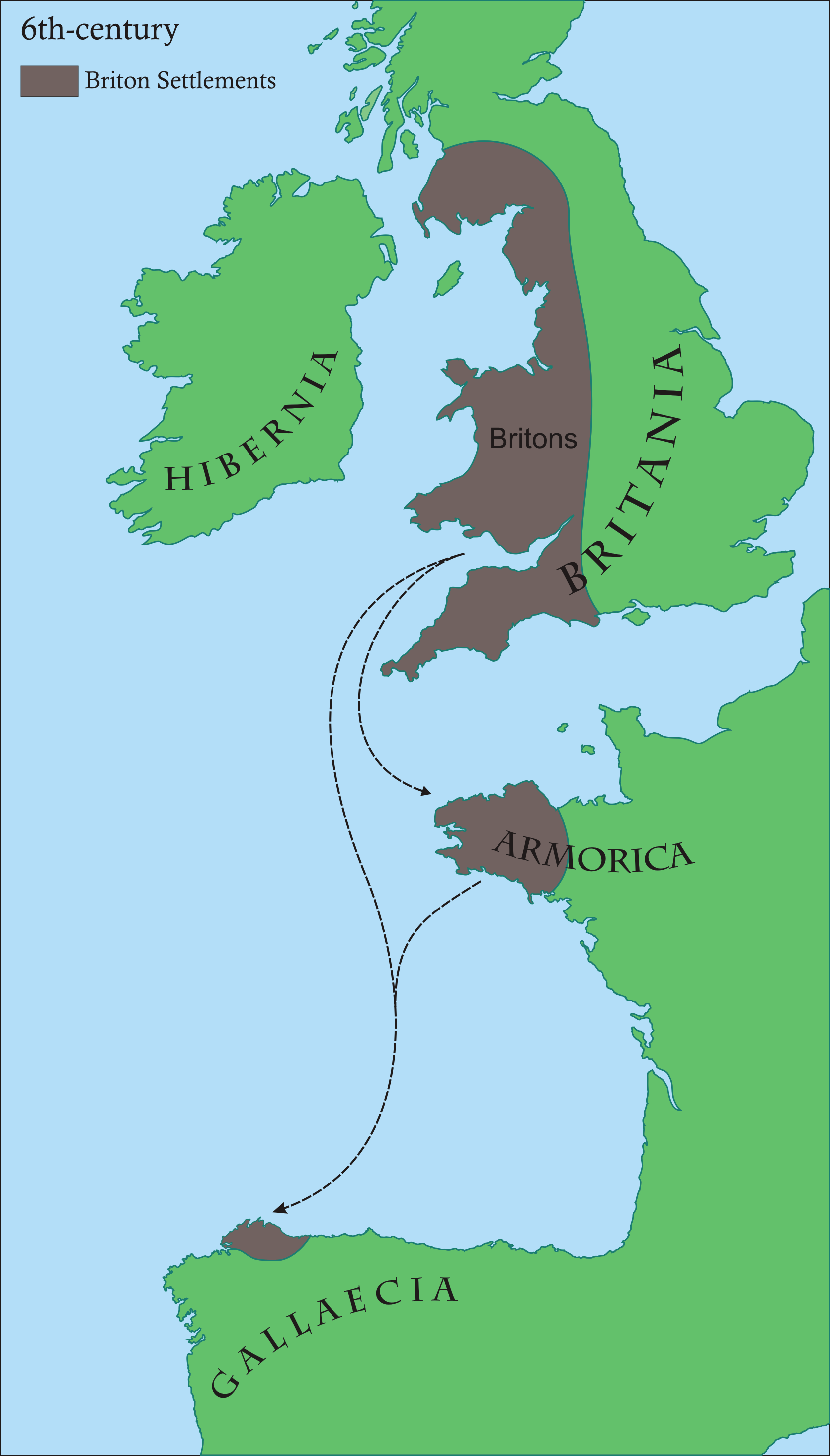
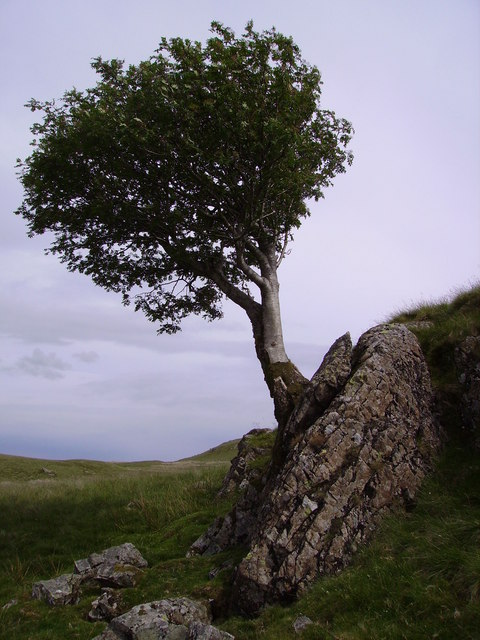